# العلاقات الأرجنتينية النمساوية
العلاقات الأرجنتينية النمساوية هي العلاقات الثنائية التي تجمع بين الأرجنتين والنمسا.

## مقارنة بين البلدين
هذه مقارنة عامة ومرجعية للدولتين:
| وجه المقارنة                                              | الأرجنتين                                               | النمسا                                                    |
| --------------------------------------------------------- | ------------------------------------------------------- | --------------------------------------------------------- |
| المساحة (كم2)                                             | 2.78 مليون                                              | 83.86 ألف                                                 |
| عدد السكان (نسمة)                                         | 44.27 مليون                                             | 8.81 مليون                                                |
| الكثافة السكانية (ن./كم²)                                 | 15.92                                                   | 105.06                                                    |
| العاصمة                                                   | بوينس آيرس                                              | فيينا                                                     |
| اللغة الرسمية                                             | اللغة الإسبانية                                         | اللغة الألمانية، لغة الإشارة النمساوية ‏                   |
| العملة                                                    | البيزو الأرجنتيني 1983 ‏، بيزو أرجنتيني، أسترال أرجنتيني | يورو، شلن نمساوي، رايخ مارك، شلن نمساوي                   |
| الناتج المحلي الإجمالي (بليون دولار)                      | 637.59 مليار                                            | 416.60 مليار                                              |
| الناتج المحلي الإجمالي (تعادل القوة الشرائية) بليون دولار | 883.02 مليار                                            | 426.99 مليار                                              |
| الناتج المحلي الإجمالي الاسمي للفرد دولار أمريكي          | 13.43 ألف                                               | 43.77 ألف                                                 |
| الناتج المحلي الإجمالي للفرد دولار أمريكي                 |                                                         | 47.68 ألف                                                 |
| مؤشر التنمية البشرية                                      | 0.827                                                   | 0.885                                                     |
| رمز المكالمات الدولي                                      | +54                                                     | +43                                                       |
| رمز الإنترنت                                              | .ar                                                     | .at                                                       |
| المنطقة الزمنية                                           | 00                                                      | توقيت وسط أوروبا، ت ع م+01:00، ت ع م+02:00، أوروبا/فيينا ‏ |

## منظمات دولية مشتركة
يشترك البلدان في عضوية مجموعة من المنظمات الدولية، منها:
| علم المنظمة | اسم المنظمة                               | تاريخ انضمام الأرجنتين | تاريخ انضمام النمسا |
| ----------- | ----------------------------------------- | ---------------------- | ------------------- |
|             | البنك الإفريقي للتنمية                    | ?                      | ?                   |
|             | منظمة الشرطة الجنائية الدولية             | ?                      | ?                   |
|             | الاتحاد البريدي العالمي                   | ?                      | ?                   |
|             | منظمة التجارة العالمية                    | ?                      | ?                   |
|             | الفريق المعني برصد الأرض                  | ?                      | ?                   |
|             | مجموعة الموردين النوويين                  | ?                      | ?                   |
|             | مؤسسة التنمية الدولية                     | 3 أغسطس 1962           | 28 يونيو 1961       |
|             | مؤسسة التمويل الدولية                     | 13 أكتوبر 1959         | 28 سبتمبر 1956      |
|             | منظمة حظر الأسلحة الكيميائية              | ?                      | ?                   |
|             | الأمم المتحدة                             | 24 أكتوبر 1945         | 14 ديسمبر 1955      |
|             | الاتحاد الدولي للاتصالات                  | 1889                   | 1866                |
|             | البنك الدولي للإنشاء والتعمير             | 20 سبتمبر 1956         | 27 أغسطس 1948       |
|             | مجموعة أستراليا                           | 1993                   | 1989                |
|             | المركز الدولي لتسوية المنازعات الاستشارية | 18 نوفمبر 1994         | 24 يونيو 1971       |
|             | وكالة ضمان الاستثمار متعدد الأطراف        | 11 فبراير 1992         | 16 ديسمبر 1997      |
|             | نظام تحكم تكنولوجيا القذائف               | 1993                   | 1991                |
|             | يونسكو                                    | 15 سبتمبر 1948         | 13 أغسطس 1948       |

## أعلام
هذه قائمة لبعض الشخصيات التي تربطها علاقات بالبلدين:
- ألبرت بيكر (5 سبتمبر 1896 – 7 مايو 1984)
- ألدو دوتشر (لاعب كرة قدم أرجنتيني، 22 مارس 1979[20] – )
- رونالد ريختر (عَالِم أرجنتيني، 11 أكتوبر 1909 – 29 ديسمبر 1991)
- كارينا جيلينيك (22 مارس 1981[21] – )
- لورا باتريشيا سبينديل (مهندسة معمارية أرجنتينية، 1958 – )
- نيكول نيومان (31 أكتوبر 1980[22] – )
- هيلدا برنارد (ممثلة أرجنتينية، 29 أكتوبر 1920 – )

## وصلات خارجية
- موقع وزارة الخارجية الأرجنتينية
- موقع وزارة الخارجية النمساوية